# Lionel Town
Lionel Town är en ort i Jamaica.   Den ligger i parishen Clarendon, i den södra delen av landet, 50 km väster om huvudstaden Kingston. Lionel Town ligger 11 meter över havet och antalet invånare är 5 362. Den ligger på ön Jamaica.
Terrängen runt Lionel Town är huvudsakligen platt, men åt sydost är den kuperad. Runt Lionel Town är det ganska tätbefolkat, med 207 invånare per kvadratkilometer. Närmaste större samhälle är May Pen, 17,2 km norr om Lionel Town. Trakten runt Lionel Town består huvudsakligen av våtmarker.